# Дреново (община Кавадарци)
Вижте пояснителната страница за други значения на Дреново.
Дреново (изписване до 1945 година: Дрѣново; на македонска литературна норма: Дреново) е село в Северна Македония, община Кавадарци.

## География
Дреново е разположено на 12 km западно от град Кавадарци.

## История
В местността Градище или Девол град, разположена на 2,3 километра северозападно от Дреново, край пътя Градско – Прилеп са локализирани останки от голямо антично и средновековно селище с регионално значение. В местността Къртозов рид на километър северозападно от селото е открита раннохристиянска базилика от V – VI век.
В селото е запазена средновековната църква „Света Богородица“, ценен архитектурен паметник от първата половина на XIV век. Църквата представлява комбинация от куполна трикорабна базилика и кръстокуполна църква. В нея са вградени архитектурни елементи и материали от античния град Стоби. В миналото църквата се е именувала „Свети Димитър“. Според старо предание, тя е построена едновременно с църквата на Полошкия манастир от двама братя. Църквата в Дреново вероятно е същата, спомената в първата грамота на Йоан и Константин Драгаш, вероятно от 1374 г., която Константин бил отнел от властелите си Яковец и Драгослав и дарил на манастира „Свети Пантелеймон“.
През XIX век Дреново е българско село в Тиквешка кааза на Османската империя. В „Етнография на вилаетите Адрианопол, Монастир и Салоника“, издадена в Константинопол в 1878 година и отразяваща статистиката на населението от 1873 година, Големо Дреново (Golémo-drénovo) е посочено като село със 175 домакинства и 663 жители мюсюлмани и 161 българи, а Мало Дреново (Malodrenovo) с 22 домакинства и 96 жители мюсюлмани. Според статистиката на Васил Кънчов („Македония. Етнография и статистика“) от 1900 година Дрѣново има 1040 жители, всички българи, от които 800 мохамедани 240 християни.
Цялото християнско население на селото е под върховенството на Българската екзархия. По данни на секретаря на екзархията Димитър Мишев („La Macédoine et sa Population Chrétienne“) в 1905 година във Дряново (Drianovo) има 144 българи екзархисти.
По данни на българското военно разузнаване в 1908 година:
| „ | Дреново [е] мюдюрлък. Има около 100 турски [помашки] къщи и около 50 християнски. | “ |

Според Петър Ацев жителите на Дреново в началото на ХХ век са предимно помаци, описани от него по следния начин:
| „ | Проклетията на тези помаци беше голяма. Не можеше спокойто никой да мине край това село, а пътищата за Кавадарци и гара Градско минават край него. | “ |

При избухването на Балканската война в 1912 година 1 човек от селото е доброволец в Македоно-одринското опълчение.
След Междусъюзническата война в 1913 година селото попада в Сърбия.
На етническата си карта от 1927 година Леонард Шулце Йена показва Дреново (Drenovo) като българо-мохамеданско (помашко) село.
По време на българското управление във Вардарска Македония в годините на Втората световна война, Страхил Хр. Коюмджиев от Кавадарци е български кмет на Дреново от 1941 година до 12 юни 1942 година. След това кмет е Никола К. Калиманов от Бобища (12 юни 1942 – 10 февруари 1944).
Край Дреново са погребани близо 300 български войници загинали във войните за освобождение и национално обединение (1912 – 1918), при селото е съществувала българска военно-полева болница. На 2 юни 2009 година край селото е възстановен от сдружение „Плиска” и българи от района на Кавадарци паметника на 193 български войници и офицери погребани край бившата гара Дреново.

## Личности
Родени в Дреново
- Йован Гелев (1880 – 1954), свещеник и член на АСНОМ
- Ристо Соколов (1957 – 2015), художник от Републка Македония

Починали в Дреново
- Ангеларий Македонски (1911 – 1986), глава на Македонската православна църква
- Марин Димитров Куцаров, български военен деец, подофицер, загинал през Първата световна война[15]
- Тодор Юрданов Владев, български военен деец, подофицер, загинал през Първата световна война[16]